# Brahmina glabellus
Brahmina glabellus är en skalbaggsart som beskrevs av Nikolajev och Kabakov 1980. Brahmina glabellus ingår i släktet Brahmina och familjen Melolonthidae. Inga underarter finns listade.